# Pădurea Ezerișel
Pădurea Ezerișel este o arie protejată de interes național ce corespunde categoriei a IV-a IUCN (rezervație naturală de tip floristic și faunistic), situată în județul Caraș-Severin, pe teritoriul administrativ al comunei Ezeriș.

## Descriere
Rezervația naturală declarată prin Legea Nr.5 din 6 martie 2000se află în Dealurile Banatului, în partea sudică a satului Soceni, pe partea dreaptă a drumului naționan DN58 Reșița - Soceni - Brebu și se întinde pe o suprafață de 120 ha.
Aria naturală reprezintă o zonă de deal împădurită, având culmi domoale și mai multe văi temporar active și este străbătută de cursul pârâului Ezerișel. 

## Floră și faună

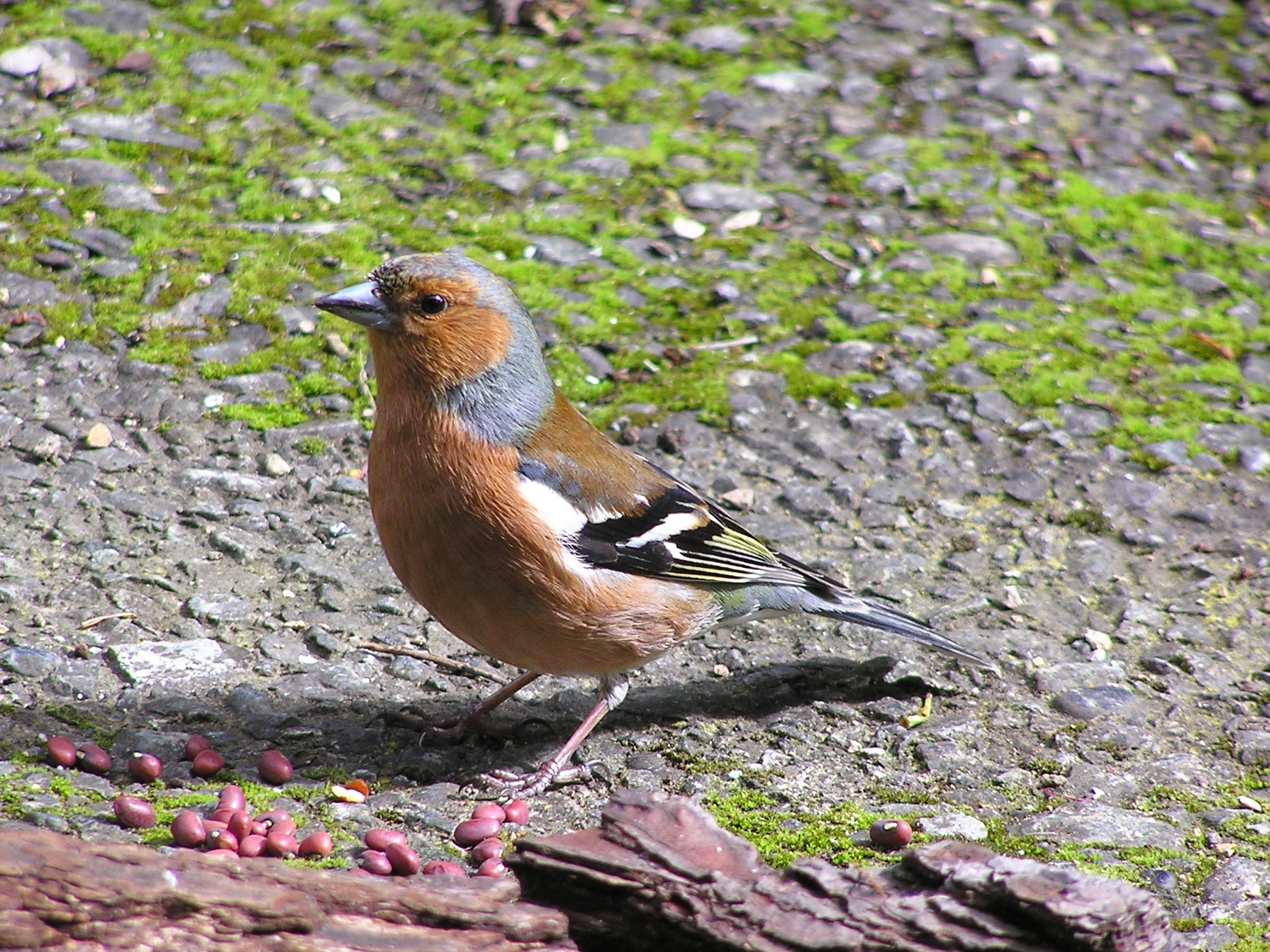
Piţigoi (Fringilla coelebs)

Flora este constituită din specii arboricole de fag în  amestec cu frasin, tei, carpen, cer gorun, gârniță; specii de arbusti (mojdrean, cărpiniță, soc negru, corn, lemnul câinelui, păducel, sânger), iar la nivelul ierburilor sunt întâlnite specii foloristice de pajiști (păiuș roșu, scredei, horști, rogoz). 
Fauna este alcătuită din mamifere (lup, vulpe, căprioară, mistreț), păsări (pițigoi, vrabie, ciocănitoare, ciocărlie), reptile, amfibieni și broaște.